# Cavanac
Cavanac – miejscowość i gmina we Francji, w regionie Oksytania, w departamencie Aude. Przez gminę przepływa rzeka Aude. 
Według danych na rok 1990 gminę zamieszkiwało 676 osób, a gęstość zaludnienia wynosiła 75 osób/km² (wśród 1545 gmin Langwedocji-Roussillon Cavanac plasuje się na 435. miejscu pod względem liczby ludności, natomiast pod względem powierzchni na miejscu 803.).

## Zabytki
Zabytki w miejscowości posiadające status Monument historique:
- zamek w Cavanac (Château de Cavanac)
- kościół Saint-Pierre (Église Saint-Pierre)
- pokład monolitu La Farguette (Gisement néolithique de La Farguette)